# Gorebridge
Gorebridge ist eine Ortschaft in der schottischen Council Area Midlothian beziehungsweise in der traditionellen Grafschaft Edinburghshire. Sie liegt rund 13 Kilometer südöstlich des Zentrums von Edinburgh direkt südlich von Newtongrange am Gore Water. Rund sechs Kilometer südlich erheben sich die Moorfoot Hills, welche die Grenze zwischen Midlothian und der benachbarten Council Area Scottish Borders markieren.

## Geschichte
Die Geschichte Gorebridges ist mit dem Anwesen Arniston verknüpft. Bis zum Jahre 1309 zählten die Ländereien von Arniston zu den Besitztümern des Templerordens. Nachdem diese zunehmend in das Fadenkreuz der Inquisition geraten waren, ging Arniston an den Malteserorden über. Im Zuge der schottischen Reformation fielen die Ländereien der schottischen Krone zu. Es war James Sandilands, 1. Lord Torphichen, der Arniston von der schottischen Königin Maria Stuart erwarb. Das erste Herrenhaus am Standort ließ James Dundas um 1620 errichten. Bis 1732 entstanden dann die wesentlichen Komponenten des heutigen Arniston House.
Mit dem beginnenden Abbau von Kohle und Kalk durch die Herren von Arniston House und Vogrie House entwickelte sich Gorebridge im Laufe des 18. Jahrhunderts. Des Weiteren entstand mit der Stobs Mill 1793 die erste Schießpulverfabrikation in Schottland. Die Arniston Colliery wurde 1858 eröffnet. Das Kohlebergwerk verfügte über zwei Schächte, die bis auf 302 m abgeteuft waren. Zu Spitzenzeiten beschäftigte das 1962 geschlossene Bergwerk rund 1000 Arbeiter. Die Vogrie Colliery besaß bedeutend kleinere Ausmaße. Bis Ende der 1990er Jahre wurde in der Umgebung von Gorebridge dem Kohlebergbau nachgegangen.
Im Laufe des 19. Jahrhunderts stieg die Einwohnerzahl Gorbridges von 240 im Jahre 1841 auf 1148 im Jahre 1881 an. Nachdem 6037 Einwohner bei Zensuserhebung 1981 gezählt wurden, sank die Zahl in den folgenden beiden Jahrzehnten ab. Bei der Zählung 2011 wurden in Gorebridge 6328 Einwohner gezählt.

## Verkehr
Bereits im 16. Jahrhundert führte eine bedeutende Straße nach Edinburgh über die Ländereien von Arniston House. Ihr Verlauf entspricht weitgehend der heutigen A7 (Edinburgh–Carlisle), die Gorebridge im Südwesten tangiert. Die B704 bildet die Hauptverkehrsstraße der Ortschaft. Sie bindet Gorebridge im Nordwesten an Bonnyrigg an. Die abzweigende B6372 bedeutet einen Zugang zur A68 (Dalkeith–Darlington) im Osten.
Die North British Railway eröffnete bis 1849 sukzessive Teilstücke auf dem Abschnitt zwischen Edinburgh und Hawick der späteren Waverley Line. Der Bahnhof von Gorebridge entlang der Strecke wurde am 12. Juli 1847 eröffnet. Der Anschluss an das Eisenbahnnetz war maßgeblich verantwortlich für den Aufschwung der Ortschaft in der zweiten Hälfte des 19. Jahrhunderts. Mit der Aufgabe der Bahnstrecke infolge der Beeching-Axt am 6. Januar 1969 wurde der Bahnhof obsolet. Im Zuge des Wiederaufbaus der Waverley Line als Borders Railway erhielt Gorebridge 2015 wieder einen Eisenbahnanschluss.

## Persönlichkeiten
- Annette Crosbie (* 1934), Schauspielerin
- Alex Coutts (* 1983), Radrennfahrer